# Стерлитамакская агломерация
Стерлитама́кская агломера́ция (также именуется Ю́жно-Башки́рская и Южно-Башкортоста́нская) — городская агломерация из городов Ишимбая, Салавата и Стерлитамака, а также их пригородных поселений в двух прилегающих районах Башкортостана (Ишимбайский и Стерлитамакский), вторая по значимости в республике и одна из нескольких крупнейших в макрорегионе Урала-Предуралья.
К агломерации применимы типичные критерии для объединения — наличие трудовой миграции, экономической взаимозависимости.

## История
Агломерация начала формироваться в 30-х годах XX века в связи с открытием запасов нефти на юге Башкирии из поселений, обслуживающих соседние места нефтедобычи.
При выделении начальных этапов формирования конурбации и промышленной агломерации учитываются ключевые события:
Исторической вехой стало открытие на границе Стерлитамакского и Макаровского районов промышленного месторождения нефти в мае-июне 1932 года (16 мая зафонтанировала скважина № 702, 3 июня — № 703). Разбуривание началось в 1931 году (17 апреля — первая скважина в районе деревни Ишимбаево, 3 июня — скважина № 702). Подвоз оборудования, специалистов, рабочих (из Баку, Грозного и Верхнее-Чусовских городков) — с осени 1930 г. Тогда в Стерлитамаке жило не более 25 тыс. чел., и он за очень короткое время 1930 года стал административным и нефтяным центром (с 20 августа столица Стерлитамакского района, реорганизованного из кантонной системы, 27 октября создана Стерлитамакская районная контора по бурению треста «Уралнефть»). После открытия Ишимбаевского месторождения нефти возникла острая потребность в создании транспортной, энергетической инфраструктур, которые изначально завязывались как центр-периферия. К 1934-35 гг. построены первые инфраструктурные объекты будущей агломерации: ж.д. дорога Ишимбаево — Стерлитамак — Дёма; Ишимбайская ЦЭС для Стерлитамака, Ишимбаево.
На следующем этапе с 1934-35 гг. по лето/осень 1941 гг. шёл экстенсивный, и в то же время естественный, рост прото-агломерации: её селитебных зон, промышленности и инфраструктурных объектов. В 1936-37 появился нефтепровод Ишимбаево — Уфа, связавший будущую агломерацию с Уфой.
Первым этапом агломерационного процесса стало формирование городской структуры Ишимбая. К 1940 году, когда был получен статус города (17.957 (постоянных) жителей), в Ишимбаевский городской совет (24.820 жит.) входили ещё и 16 селений (6.863 жит.) на расстоянии до 6 км от центра горсовета. Шло объединение не столько малочисленных селений, а промышленных объектов, прежде всего инфраструктуры нефтедобычи на месторождениях Ишимбаевской группы (например, Кусяпкуловского месторождения нефти (открыт в 1934 г.), Буранчинского месторождения нефти(1939)). Входившие в 1940 г. в состав Байгузинского сельсовета Макаровского района сс. Кузьминовка (212 жит. в 1940 г.) и Термень-Елга (485 жит.) после открытия в 1939 г. Кузьминовского и Термень-Елгинского месторождений нефти были включены в состав города (до 1952 г.).
Второй этап развития агломерации произошел в Великую Отечественную войну. Естественный ход развития мирных планов сменился мобилизационным. Произошло изменение городского и сельского трудоспособного населения, перераспределение пищевых, трудовых, финансовых, материальных ресурсов. В Стерлитамак и Ишимбай эвакуируют людей, объекты промышленности (частично оставшиеся после войны). Численность городов увеличилась: к 1 января 1944 и 1947 г.г. жили в Стерлитамаке 53.400 и 59.200 чел. (соответственно), в Ишимбае 43.900 и 45500 (ср. 24.820 в предвоенный 1940-й).
В 1941 году в Стерлитамаке началось строительство содового завода. Сюда начало поступать эвакуированное оборудование с Украины со Славянского и Донецкого содовых заводов. В марте 1945 года была получена первая партия каустической соды.
После войны в Стерлитамак и Ишимбай доставляют трофейное оборудование. Его монтируют на комбинате № 18 возле Ишимбая, и в Стерлитамаке на Стерлитамакском содовом заводе. В 1948 году началась стройка комбината № 18 силами заключенных, военнопленных и вольнонаемных. Строительство шло с подключением к имеющейся уже транспортной инфраструктуре: автодорожной (Уфа — Оренбург), железнодорожной (Уфа — Ишимбаево), позднее сооружен путь к Кумертау и далее в Оренбург) и трубопроводной (магистральный нефтепровод Ишимбай — Уфа, позднее введены: продуктопровод Салават — Уфа (1959), нефтепроводы Ишимбай — Орск и Калтасы — Языково — Салават (оба — 1961)).
В Стерлитамак поступает сырье из
В августе 1945 года правительство приняло решение увеличить производство кальцинированной и каустической соды в СССР. Через шесть лет были закончены строительство и монтаж оборудования первой очереди цехов по производству кальцинированной соды. В 1946 году для использования известняковых отходов было начато строительство цементного завода. С 10 ноября 1951 года Стерлитамакский содовый завод начал регулярный выпуск кальцинированной соды. Первая партия цемента была произведена в апреле 1952 года. Сырьём стало Яр-Бишкадакское месторождение каменной соли на территории Ишимбая.
В 1954 году на комбинате № 18 и ишимбайском рабочем поселке им. Салавата Юлаева количество переросло в качество: получен статус города, введён первый технологический объект (катализаторная фабрика).

## Население и состав
Население агломерации на 1 января 2012 года — 561 522 чел., всей тяготеющей зоны — более 600 тыс. человек.
| Название административно-территориальной единицы | Территория, км² 1.01.2012 | Население, человек 2011 | Население, человек 2012 | Население, человек 2016. |
| ------------------------------------------------ | ------------------------- | ----------------------- | ----------------------- | ------------------------ |
| Город Ишимбай                                    | 103,47                    |                         | 66 065                  | 65 822                   |
| Город Салават                                    | 106,23                    |                         | 155 464                 | 153 973                  |
| Город Стерлитамак                                | 108,52                    |                         | 274 382                 | 279 692                  |
| Ишимбайский район                                | 4006,0                    |                         | 24 775                  | 23 146                   |
| Стерлитамакский район                            | 2216,0                    |                         | 40 836                  | 41 817                   |
| Вся агломерация                                  | 6540,22                   | '                       | 561 522                 | 564 450                  |

## Экономика

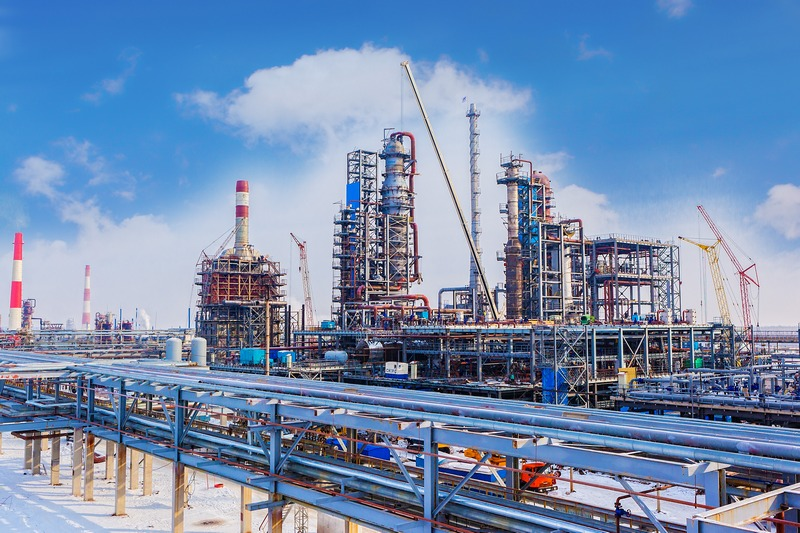
На предприятиях агломерации

Агломерацию тесно связывают взаимодополняющие и общие предприятия энерго- и жизнеобеспечения, образования, культуры, транспорта — аэропорт, вокзал Стерлитамака, автобусы и маршрутные такси.
Среди перспектив кластера Южно-Башкортостанской агломерации — формирование Центра нефтехимии ПФО и одного из центров нефтехимии России. Здесь будет осуществляться глубокая переработка нефтегазового сырья с выходом на производство конечного продукта и поэтапное импортозамещение. Вокруг основных нефтехимических предприятий агломерации будут создаваться технопарки для развития малого и среднего бизнеса.
Президент Башкортостана Рустэм Хамитов в выступлении на общем собрании Академии наук Республики Башкортостан 4 мая 2011 года сказал о государственной поддержке плана создания кластера в Стерлитамакской агломерации : «…в Салавате и Стерлитамаке, Ишимбае будут создаваться химические кластеры. Поддержал наше предложение и Владимир Владимирович Путин. Поддержал и председатель „Газпрома“ Миллер Алексей Борисович. И Христенко, министр промышленности. И другие государственные наши мужи».

### Промышленность
Стерлитамак-Ишимбай-Салаватский промышленный узел, объединяя гг. Ишимбай, Салават и Стерлитамак, дает 26,2 % промышленной продукции республики. Крупнейшие предприятия — «Башкирская содовая компания», «Газпром нефтехим Салават», «Синтез-Каучук», то есть агломерация является центром химической индустрии.

## Современные агломерационные процессы
- Ишимбайский районный и Салаватский городской узлы связи присоединились к Стерлитамакскому межрайонному узлу электрической связи ПАО «Башинформсвязь»;
- Ишимбайское отделение Сбербанка РФ № 5413 присоединено к Салаватскому отделению;
- Управление труда и соцзащиты населения Министерства труда и соцзащиты населения РБ по Ишимбайскому району и г. Ишимбаю стало отделом филиала ГКУ «Республиканский центр социальной поддержки населения» по г. Салавату в Ишимбайском районе и г. Ишимбае;
- Салаватский почтамт присоединился к Ишимбайскому почтамту;
- ИФНС по г. Салавату присоединена к межрайонной ИФНС России № 25 в г. Ишимбае;
- Ишимбайское АТП присоединилось к Салаватскому ПАТП.

## Интересные факты
- Агломерация имеет достаточно редкую линейную (осевую, цилиндрическую) территориальную конфигурацию вдоль автомобильной и железной дорог Уфа — Оренбург.
- Если бы агломерация была объединена в один город (а предложения по формированию единого муниципального образования «Городской округ „Большой Стерлитамак“» рассматриваются), то в республике по населению он был бы на втором месте, но по площади (6000 км²) — на первом, превосходя столичную Уфимскую агломерацию.
- Агломерация имеет общее FM радио, вещающее из Стерлитамака на все города, общие газеты, объединения художников, спортивные соревнования городов Юга Башкирии.